# Acryptolaria undulata
Acryptolaria undulata is een hydroïdpoliep uit de familie Lafoeidae. De poliep komt uit het geslacht Acryptolaria. Acryptolaria undulata werd in 2010 voor het eerst wetenschappelijk beschreven door Peña Cantero & Vervoort. 